# Vlajka Tennessee

Tennesseeská vlajka
Poměr stran: 3:5

Vlajka Tennessee, jednoho z federálních států USA, je tvořena červeným listem o poměru stran 3:5 s úzkým modrým pruhem u vlajícího okraje který je od červeného pole oddělen bílým proužkem. Uprostřed červeného pole je umístěn emblém tvořený modrým, kruhovým polem s bílým lemem, obsahující tři bílé, pěticípé hvězdy.[ujasnit]
Hvězdy představují tři, geograficky a právně, odlišné regiony státu, známé jako „Grand Divisions“. Modré pole představuje jednotu těchto regionů. Modrý pruh při vlajícím okraji vlajky byla jen designová úvaha. Plukovník Reeves vysvětlil existenci modrého pruhu takto: „Poslední, modrý pruh zmírňuje stejnost karmínového pole a zabraňuje tomu, aby vlajka ukazovala příliš karmínovou barvu, když visí v bezvětří.“ 
Emblém z vlajky byl přijat jako neoficiální státní logo a jeho motiv se objevuje v logách některých společností a sportovních týmů sídlících v Tennessee (např. Tennessee Titans).

## Historie
První návrh vlajky byl veřejnosti představen v roce 1861 v době blížící se občanské války.
V roce 1897 stát přijal červenou, bílou a modrou trikolóru. Tři pruhy měli symbolizovat geograficky odlišné oblasti Tennessee. Vlajka obsahovala číslo „16“, které dokazovalo k faktu, že  Tennessee bylo přijato jako 16. stát Unie. Na vlajce byl nápis „The Volunteer State“ česky  dobrovolnický stát, což je stále oficiální přezdívkou tohoto státu. 
Současnou vlajku navrhl plukovník Le Roy Reeves, právník z Johnson City, který tehdy sloužil v Národní gardě Tennessee. Valné shromáždění Tennessee oficiálně přijalo vlajku 17. dubna 1905.
Vexilolog Steven A. Knowlton publikoval článek v němž podrobně rozebírá podobnosti mezi současnou státní vlajkou Tennessee a třetí vlajkou konfederace.

Návrh tennesseeské vlajky (1861) Poměr stran 11:20
Tennesseeská vlajka (1897–1905) Poměr stran 2:3

## Vlajka tennesseeského guvernéra
Guvernér Tennessee užívá od roku 1939 vlastní vlajku. Ta je tvořena šarlatovým listem se čtyřmi hvězdami, jednou v každém rohu, a státním vojenským emblémem, stromem se třemi bílými hvězdami, uprostřed. Valné shromáždění Tennessee užívá také svou vlastní vlajku.

Vlajka tennesseeského guvernéra Poměr stran ~2:3
Vlajka tennesseeského Valného shromáždění Poměr stran 1:2

## Zajímavosti
V říjnu 1917 časopis National Geographic chybně ohlásil, že počet hvězd na vlajce symbolizuje pořadí vstupu státu do Unie, po původních třinácti státech.
V roce 2001 provedla Severoamerická vexilologická asociace průzkum mezi svými členy ohledně návrhů 72 amerických státních, územních a kanadských provinčních vlajek a zařadila vlajku Tennessee na 14. místo.
V roce 1976 vydala americká poštovní služba list známek v hodnotě 13 centů zobrazujících státní vlajky USA. Vlajka Tennessee byla ilustrována vzhůru nohama.